# Oslić
Oslić (lat. Merluccius merluccius) je bijela morska riba iz porodice Merlucciidae. Diljem naše obale ima razne nazive kao što su magarcic, magarčić, mol, murluc, oslic, tovar, ugota. Ima izduženo tijelo, s velikom glavom i velikim ustima. Mužjaci su nešto tanji i izduženiji od ženki. Unutar usta ima veliki broj oštrih, igličastih, zakrivljenih zuba. Tijelo mu je prekriveno nježnim ljuskama. Boja mu varira, od dubine i područja gdje živi, a kreće se od nijanse svijetlo plave do sive na vrhovima (ponekad s nijansama zlatne), a srebrenkaste na bokovima. Nakon hvatanja naglo sivi, a zbog dužeg stajanja izblijedi. Unutrašnjost usta mu je crna. Najveća zabilježena veličina mu je 140 cm i 15 kg u Atlantiku, a oko 10 kg kod nas. Oslić je veliki proždrljivac, hrani se manjom ribom, glavonošcima i račićima, živi oko 20 godina, a spolnu zrelost dobiva u četvrtoj ili petoj godini života. Meso je bijelo, izvrsna okusa, mekano i sočno, lako probavljivo, te se stoga preporuča u ishrani bolesnika. U prodaji se može naći svjež (cijeli), filetiran i paniran.
Živi u dubljem moru, na dubinama od 30-1075 m, premda ga se najčešće nalazi na dubinama između 70 i 370 m. Stanište mu je istočni Atlantik od Islanda i Norveške do Mauretanije, te po cijelom Mediteranu, uključujući Jadran.

## Vanjske poveznice
|  | Zajednički poslužitelj ima još gradiva o temi Merluccius merluccius |
|  | Wikivrste imaju podatke o taksonu Merluccius merluccius             |